# Хрватска пошта
Хрватска пошта, скраћено ХП, је хрватска државна фирма чија је основна делатност пријем, пренос и достава поштанских пошиљки на територији Хрватске. Садашњи правни облик има од 1999. после поделе Хрватских пошта и телекомуникација (ХПТ) на Хрватске поште д. д. и Хрватске телекомуникације д. д. (Хрватски Телеком).

## Историјат
Прва модерна пошта у Хрватској је основана 1848. доношењем акта у народној скупштини тадашњег Краљевства Далмације, Хрватске и Славоније. Пошта је основана под називом Врховно хрватско-славонско управитељство пошта, са седиштем у Загребу. 1904. године пошта се усељава у нову зграду у којој је и данас. После више адаптација и реконструкција зграда пошта има садашњи изглед од 1958. године. Од 1918. до 1941. функционише у оквиру ПТТ Краљевине Југославије. Од 1945. до 1991. функционише у оквиру Заједнице југословенских ПТТ. Од 1992. функционише самостално под називом Хрватске поште и телекомуникације скраћено ХПТ. 1999. г. Долази до поделе ХПТ-а на Хрватску пошту и Хрватске телекомуникације и од тада пошта има садашње име.

## Пословање
Хрватска пошта има широк спектар услуга од којих је су најважније:
- Поштанске услуге
- ХПЕкспрес (Брза пошта)
- Финансијске услуге

## Галерија
- Поштанско сандуче ХП-а.
- Поштански комби.